# Intervida
Fundació Intervida va ser una ONG catalana de desenvolupament aconfessional, apartidista i independent, fundada el 1994 que es va convertir en dotze anys en la més gran de l'Estat espanyol, només per darrere de Càritas i Creu Roja, amb més de 350.000 persones sòcies i un model de finançament d'origen privat en un 99,99%.

## Història
El projecte va començar amb la creació de l'Associació Intervida d'Ajuda al Tercer Món el 1994, amb un model de cooperació que es basava en la creació de filials pròpies en els països destinació dels recursos, en lloc de buscar una contrapart local. A les més de 350.000 persones que van apadrinar infants, s'hi van sumar altres fonts privades procedents de col·laboracions amb empreses. Durant aquells primers dotze anys el gran creixement fou possible pels grans esdeveniments organitzats en col·laboració amb mitjans de comunicació de masses per a fer «telemaratons» i accions diverses de captació de fons i sensibilització.
El 2006 l'activitat de l'entitat es concentrava en 3.857 comunitats de 10 països (Bolívia, Equador, Perú, El Salvador, Guatemala, Nicaragua, Bangladesh, Filipines, Índia i Mali). Els projectes de desenvolupament es basaven en la salut, l'educació, la producció i seguretat alimentària i la capacitació i infraestructures per tal de reduir les causes de la pobresa.

## El «cas Intervida»
L'abril de 2007 es van començar a filtrar en alguns mitjans informacions sobre una possible investigació a Intervida per part de la Fiscalia Anticorrupció, per presumptes delictes d'apropiació indeguda i desviació de 60 milions d'euros entre el 1999 i el 2001. Finalment, l'11 de juliol de 2007 el Jutjat d'instrucció número 17 de Barcelona va dictar la intervenció de diverses entitats que formaven part del grup, cinc fundacions i dues associacions, es van destituir els seus fundadors i patrons i la Generalitat de Catalunya en va assumir el control nomenant tres administradors judicials.
El cas, que va acabar a l'Audiència Nacional i va ser instruït durant 5 anys, no va trobar cap indici de delicte. Es va arxivar el juliol de 2012 i, tot i que els seus fundadors principals Eduardo Castellón i Rafael Puertas van mirar de recuperar el control de les entitats, el Protectorat de Fundacions de la Generalitat de Catalunya no hi va accedir atès que els seus càrrecs com a patrons havien caducat durant la instrucció del cas. El setembre de 2013 l'entitat fou fusionada amb Educació Sense Fronteres per crear Educo.